# Holothrix pilosa
Holothrix pilosa là một loài thực vật có hoa trong họ Lan. Loài này được (Burch. ex Lindl.) Rchb.f. mô tả khoa học đầu tiên năm 1881.